# Klaus von Beyme
Klaus von Beyme, né le 3 juillet 1934 à Saarau et mort le 6 décembre 2021, est un politologue allemand. Il a été professeur de 1974 à 1999 à l'Institut de sciences politiques de l'université de Heidelberg.

## Biographie
Après avoir obtenu son baccalauréat en 1954 à Celle, Beyme a tout d'abord suivi une formation de 1954 à 1956 en tant que libraire-éditeur. Il a étudié ensuite de 1956 à 1961 les sciences politiques, l'histoire, l'histoire de l'art et la sociologie à Heidelberg, Bonn, Munich, Paris et Moscou. Le choix peu ordinaire d'un lieu d'études comme Moscou (1959-60) est né des intérêts et de l'histoire personnelle de Beyme. Il a appris le russe à l'université populaire et s'est consacré avec succès à l'échange (pour étudiants). De 1961 à 1962, Beyme a été Research Fellow au centre de recherche russe de l'université Harvard et assistant de Carl Joachim Friedrich, puis, après la promotion 1963 de Heidelberg, il a suivi là en 1967 un parcours d'habilitation à la suite de son activité d'assistant.
Beyme a été nommé ensuite professeur ordinaire de l'université Eberhard Karl de Tübingen (1967-1973), il a été en 1971 aussi pour un court moment le recteur de cette université. En 1972, il a été appelé pour un poste à l'université Johann Wolfgang Goethe de Francfort-sur-le-Main. De 1973 à 1975, il a été président de l'Association allemande pour les sciences politiques.
Beyme a été enfin de 1974 à 1999 professeur ordinaire à l'université de Heidelberg et y a dirigé l'Institut d'études politiques. De 1982 à 1985, il a été président de l'Association internationale de science politique, de 1983 à 1990 il a été membre du Research Council à l'Institut universitaire européen de Florence, en 1985 professeur invité à l'Institut d'études politiques de Paris, en 1979 professeur invité à l'université Stanford (Californie), en 1987 (et durant les années suivantes), membre de l'Academia Europaea, en 1989 professeur invité à l'université de Melbourne. De 1990 à 1993, il a été membre du conseil d'administration de la « Commission pour la recherche sur le changement social et politique dans les nouveaux Länder ». Depuis 1999, Beyme est professeur émérite.

## Œuvre
Beyme a obtenu de multiples reconnaissances pour ses activités scientifiques, entre autres en 1995 la qualité de membre honoraire de l'université de Berlin, en 1998 la médaille des universités de l'université de Heidelberg et en 2001 il a reçu un doctorat honoris causa de l'université de Berne. Il est par ailleurs membre de l'Academia Europaea et de l'Académie des sciences de Berlin-Brandebourg. En 2008, il a été honoré du prix Schader. Beyme a été nommé le 2 septembre 2010 professeur honoraire de l'université d'État de Moscou pour sa « contribution capitale au développement des sciences politiques en Europe et dans le monde entier », mais aussi pour son activité forte de nombreuses années en tant que professeur de sciences politiques dans les différentes universités du monde. Il s'est en particulier distingué par son mérite pour le développement des relations entre l'université de Lomonossow et les universités d'Allemagne, selon ses laudateurs. La remise de la distinction s'est déroulée dans le cadre d'une cérémonie, à laquelle le recteur de l'université de Moscou l'avait invité, en présence du maire de Moscou, Juri Michailowitsch Luschkow.
Au cours de sa séance tenue à Tokyo les 14 et 15 avril 2012, le comité exécutif de l'Association internationale des sciences politiques, que Klaus von Beyme devait être honoré du prix Dogan Mattei pour l'excellence dans les sciences politiques, en hommage à l’œuvre de sa vie. La remise du prix doté de 5 000 $ a eu lieu lors du XXIIe Congrès mondial de sciences politiques (Madrid, du 8 au 12 juillet 2012) et a été effectuée par Jean-Pascal Daloz (Fondation Matthei Dogan) dans le cadre d'un événement festif, durant lequel Klaus von Beyme a tenu une conférence de cérémonie.
Une étude de 1998 révélait que von Beyme est le seul Allemand qui se trouve au rang 10 du top ten des politologues les plus importants du monde entier. L'extraordinaire importance de Beyme pour la spécialité se caractérise aussi au niveau allemand. 41 pour cent des scientifiques interrogés l’ont cité comme le représentant le plus important des sciences politiques en Allemagne. Il se retrouve à la deuxième place pour la question concernant les représentants de la spécialité les plus importants du point de vue de leur « importance quant à la politique professionnelle ». La plupart des personnes interrogées étaient également de l'avis qu'il jouissait parmi les politologues de la meilleure réputation auprès du public. Beyme s'est retrouvé aussi par deux fois parmi les représentants les plus importants de chacun des champs de recherche : aussi bien pour le thème « Théorie politique, philosophie politique, histoire des idées » que pour le domaine de spécialité « Sciences politiques comparées/comparaison de systèmes ». (Klingemann/Falter 1998)

## Points essentiels de recherche
• Recherche comparée sur les systèmes de gouvernement en Europe, en particulier dans l'ancien bloc de l'Est. Beyme compte de nombreuses publications dans ses domaines de spécialité, tels que « sciences politiques comparatives », « théorie politique » ou « policy-analyse » (politique culturelle, art et politique, politique du logement et politique d'urbanisation). Il voit les États-Unis comme un modèle.
Parmi ses passions, on compte l'histoire de l'architecture et l'histoire de l'art. Ses œuvres Das Zeitalter der Avantgarden. Kunst und Gesellschaft 1905–1955 et Die Faszination des Exotischen. Exotismus, Rassismus und Sexismus in der Europäischen Kunst en tiennent compte. L'œuvre de Klaus von Beyme sur la reconstruction (1987) allie les points de vue politologiques et esthétiques et relativise le cliché de l'affinité particulière du goût architectural «conservateur» et de la pensée fasciste, dans la mesure où elle met en lumière les carrières d'après-guerre brillantes d'architectes nazis, au travers d’exemples tels que Rudolf Hillebrecht, Roland Rainer ou Friedrich Tamms.

## Vie privée
Ses parents, Wilhelm von Beyme (1901-1968) et Dorothee von Rümker (1906-1997), étaient propriétaires terriens en Silésie, et plus tard hôteliers. Beyme s'est marié avec Maja von Oertzen (né le 28 octobre 1935 à Rostock), fille d'un haut fonctionnaire employé dans les services administratifs fédéraux et régionaux et avocat, Detlof von Oertzen, et de Viktoria von Blücher. Depuis ses 24 ans, von Beyme est membre du SPD.
Le ministre prussien de la Justice (Großkanzler) Carl Friedrich von Beyme est son parent.

## Livres (auteur ou éditeur)
- Der Föderalismus in der Sowjetunion. Quelle & Meyer, Heidelberg 1964, (englische Kurzversion in: Public Policy 1964).
- Das präsidentielle Regierungssystem der Vereinigten Staaten in der Lehre der Herrschaftsformen. Müller, Karlsruhe 1967.
- Die verfassungsgebende Gewalt des Volkes. Mohr, Tübingen 1968, (griech.: Syntaktikh efoysia toy laoy, Athen: Ekdoseis (1987)).
- Politische Ideengeschichte – Probleme eines interdisziplinären Forschungsbereichs. Mohr, Tübingen 1969.
- Interessengruppen in der Demokratie. Piper, München 1969; 5. Aufl. 1980, (span.: Los grupos de presión en la Democracia. Belgrano, Buenos Aires 1986).
- Das politische System Italiens. Kohlhammer, Stuttgart 1970.
- Die politische Elite in der Bundesrepublik Deutschland. Piper, München 1971; 2. Aufl. 1974.
- Vom Faschismus zur Entwicklungsdiktatur. Machtelite und Opposition in Spanien. Piper, München 1971.
- Die politischen Theorien der Gegenwart. Piper, München 1972; 8. Aufl., Westdeutscher Verlag, Wiesbaden 2000, (span.: Teorías politicas contemporaneas. Instituto des estudios políticos, Madrid 1977), (serbokroat.: Suvremene politicke teorije. Stvarnost, Zagreb 1975), (chines.: Dangdai zhengzhi lilun. Shangwu, Peking 1990), (poln.: Wspólczesne teorie polityczne. Scholar, Warschau 2005).
- Ökonomie und Politik im Sozialismus. Ein Vergleich der Entwicklung in den sozialistischen Ländern. Piper, München 1975, paperback edition 1977, (engl.: Economics and Politics within Socialist Systems. Praeger, New York 1982).
- Gewerkschaften und Arbeitsbeziehungen in kapitalistischen Ländern. Piper, München 1977 (engl.: Challenge to Power. Trade Unions and Industrial Relations in Capitalist Countries. Sage, London 1980).
- Sozialismus oder Wohlfahrtsstaat? Sozialpolitik und Sozialstruktur der Sowjetunion im Systemvergleich, München: Piper (1977), (Englische Kurzversion in: International Political Science Review (1981)).
- Die großen Regierungserklärungen der deutschen Bundeskanzler von Adenauer bis Schmidt: C. Hanser, Wien (1979).
- Das politische System der Bundesrepublik Deutschland, Wiesbaden: Westdeutscher Verlag, (1979), 2010 11. Aufl. (VS Verlag für Sozialwissenschaften), (engl.: The Political System of the Federal Republic of Germany, Aldershot: Gower/New York: St. Martin's Press (1983)) , (slowen.: Politični sistem Zvezne Republike Nemčije, Koper: Visokošolsko središče (2002)).
- Parteien in westlichen Demokratien, München: Piper (1982); 2. Aufl. 1984, (engl.: Political Parties in Western Democraties., New York: St. Martin's Press (1985)), (span.: Los partidos políticos en las democracias occidentales, Madrid: Siglo ventiuno (1986)), (ital.: I partiti nelle democrazie occidentali, Bologna: Zanichelli (1987)).
- Die Sowjetunion in der Weltpolitik, München: Piper (1983); 2nd edition 1985, (engl.: The Soviet Union in World Politics, New York: St. Martin's Press (1987)).
- Der Wiederaufbau. Architektur und Städtebaupolitik in beiden deutschen Staaten, München: Piper (1987).
- Der Vergleich in der Politikwissenschaft, München: Piper (1988).
- Right Wing Extremism in Western Europe, London: Frank Cass Publishers (1988).
- Hauptstadtsuche. Hauptstadtfunktionen im Interessenkonflikt zwischen Bonn und Berlin, Frankfurt am Main: Suhrkamp (1991).
- Theorie der Politik im 20. Jahrhundert. Von der Moderne zur Postmoderne, Frankfurt am Main: Suhrkamp (1991); 3. Aufl. 1996, 4. Aufl. 2007, (Span.: Teoría politíca del siglo XX. De la modernidad a la postmodernidad, Madrid: Alianza (1994)).
- Die politische Klasse im Parteienstaat, Frankfurt am Main: Suhrkamp (1993); 2. Aufl. 1995, (span.: La classe política en el Estado de partídos,  Madrid: Alianza (1995)), (ital.: Classe politica a partitocrazia, Turin: UTET (1997)).
- Systemwechsel in Osteuropa, Frankfurt am Main: Suhrkamp (1994), (engl.: Transition to Democracy in Eastern Europe. London: MacMillan (1996)), (korean.: talsahoezu ue wa zese joenwhan, Seokang Dae Hak Kyoe Zalpanbu (2000)).
- Transition to Democracy in Eastern Europe, London: Palgrave Macmillan (1996).
- Der Gesetzgeber: Der Bundestag als Entscheidungszentrum (1997), (engl.: Parliament as a Decision-Making Centre. The Case of Germany, New York: St. Martin's Press (1998)).
- Kulturpolitik zwischen staatlicher Steuerung und Gesellschaftlicher Autonomie, Opladen: Westdeutscher Verlag (1998).
- Die Kunst der Macht und die Gegenmacht der Kunst, Frankfurt am Main: Suhrkamp (1998).
- The Legislator: German Parliament as a Centre of Political Decision Making, Aldershot: Ashgate (1998).
- Die parlamentarische Demokratie, Opladen: Westdeutscher Verlag (1999).
- Parliamentary Democracy. Democratization, Destabilization, Reconsolidation 1789-1999, Basingstoke: Macmillan (2000)
- Parteien im Wandel (2000), 2. Aufl., 2002, (kroat.: Transformacija političkih stranaka,  Zagreb: Politička misao (2002)).
- Politische Theorien in Russland 1789-1945, Wiesbaden: Westdeutscher Verlag (2001).
- Politische Theorien im Zeitalter der Ideologien, Wiesbaden: Westdeutscher Verlag (2002).
- Das Zeitalter der Avantgarden. Kunst und Gesellschaft 1905-1955, München: C.H. Beck (2005).
- Föderalismus und regionales Bewusstsein. Ein internationaler Vergleich, München: C.H. Beck (2007).
- Die Faszination des Exotischen. Exotismus, Rassismus und Sexismus in der Europäischen Kunst, München: Fink (2008).
- Geschichte der politischen Theorien in Deutschland 1300-2000, Wiesbaden: VS Verlag für Sozialwissenschaften (2009).
- Vergleichende Politikwissenschaft, Wiesbaden: VS Verlag für Sozialwissenschaften (2010).
- Kulturpolitik in Deutschland. Von der Staatskulturförderung zur Kreativwirtschaft, Wiesbaden, VS für Sozialwissenschaften (2012).
- Von der Postdemokratie zur Neodemokratie, Wiesbaden, VS Springer (2013) (engl.: From Post-Democracy to Neo-Democracy, Heidelberg, Springer (2018)).
- Liberalismus. Theorien des Liberalismus und Radikalismus im Zeitalter der Ideologien 1789-1945, Wiesbaden, Springer VS (2013).
- Konservatismus. Theorien des Konservatismus und Rechtsextremismus im Zeitalter der Ideologien 1789-1945, Wiesbaden, Springer VS (2013).
- Sozialismus. Theorien des Sozialismus, Anarchismus und Kommunismus im Zeitalter der Ideologien 1789-1945, Wiesbaden, Springer VS (2013).
- Pioneer in the Study of Political Theory and Comparative Politics, Heidelberg, VS Springer (Springer Briefs on Pioneers in Science and  Practice 14) (2014).
- On Politic Culture, Cultural Policy, Art and Politics, Heidelberg, VS Springer, (Springer Briefs in Science and Practice. Texts and protocols 15) (2014).
- Religionsgemeinschaften, Zivilgesellschaft und Staat: Zum Verhältnis von Politik und Religion in Deutschland, Wiesbaden, VS Springer, (2015).
- Die Russland-Kontroverse. Eine Analyse des ideologischen Konflikts zwischen Russland-Verstehern und Russland-Kritikern, Wiesbaden,  VS Springer, (2016) (2. Aufl. 2018).
- Bruchstücke der Erinnerung eines Sozialwissenschaftlers, Wiesbaden, VS Springer, (2016).
- Rechtspopulismus – Ein Element der Neodemokratie,  Wiesbaden, VS Springer, (2018) (engl.: Rightwing Populism. An Element auf Neodemocracy, Wiesbaden, VS Springer, (2019)).
- Berlin. Von der Hauptstadtsuche zur Hauptstadtfindung, Wiesbaden, VS Springer, (2019).
- Migrationspolitik. Über Erfolge und Misserfolge, Wiesbaden, VS Springer, (2020).

## Article (sélection)
- Parlamentarische Demokratie, Politikverdrossenheit und die Demokratiereform in Deutschland, in: Robertson-von Trotha, Caroline Y. (Hrsg.): Herausforderung Demokratie. Demokratisch, parlamentarisch, gut? (= Kulturwissenschaft interdisziplinär/Interdisciplinary Studies on Culture and Society, Bd. 6), Baden-Baden, 2011, 29-45.
- The German Constitutional Court in an Uneasy Triangle between Parliament, Government and the Federal Laender, In: Wojciech Sadurski (ed.): Constitutional Justice, East and West. Den Haag, Kluwer, 2002, 101-118.
- Institutional Engineering and Transition to Democracy In: Jan Zielonka (ed.): Democratic Consolidation in Eastern Europe. Oxford, Oxford University Press, 2001, p. 3–24.
- Elite Relations in Germany, German Politics, Vol. 10, No. 2, p. 19–36.
- Citizenship and the European Union, In: Klaus Eder/Bernhard Giesen (ed.): European Citizenship between National Legacies and Postnational Projects. Oxford, Oxford University Press, 2001, p. 61–85.
- The Bundestag - Still the Centre of Decision-Making?, In: Helms, Ludger (ed.): Institutions and Institutional Change in the Federal Republic of Germany. Basingstoke, Macmillan: p. 32–47.
- Federalism in Russia, In: Ute Wachendorfer-Schmidt (ed.): Federalism and Political Performance. London, Routledge 2000, p. 23–39.
- Shifting national identities : the case of German history, National Identities, No. 1, 1999, p. 39–52.
- German political science: the state of the art, European Journal of Political Research 20 (3-4), 1991, p. 263–278.